# مينيرفينو بييترا
مينيرفينو بييترا مواليد 1 مارس 1954 في لشبونة، هو لاعب كرة قدم برتغالي سابق كان يلعب كمدافع. لعب خلال مسيرته 326 مباراة سجل خلالها 29 هدفاً.

## مرحلة الشباب

### أندية لعب لها
- نادي بيلينينسش

## المسيرة الاحترافية

### أندية لعب لها
- نادي بيلينينسش
- نادي بنفيكا

## روابط خارجية
- مينيرفينو بييترا على موقع الاتحاد الدولي (مؤرشف)  (الإنجليزية)
- مينيرفينو بييترا على موقع قاعدة بيانات كرة القدم.إي يو (الإنجليزية)
- مينيرفينو بييترا على موقع ناشيونال فوتبول تيمز (الإنجليزية)